# Sara Issaoun
Sara Issaoun (Boghni, 27 mei 1994) is een in Algerije geboren astrofysicus. Issaoun is bekend geworden als lid van het Event Horizon Telescope team dat in 2019 de eerste afbeelding wist te maken van de schaduw van een zwart gat.

## Biografie
Sara Issaoun werd geboren in Algerije, maar woonde met haar ouders tijdens haar kindertijd in Canada en vanaf haar veertiende in Nederland. Wanneer ze op achtjarige leeftijd voor een schoolopdracht het zonnestelsel moet nabouwen, boeit het onderwerp haar zodanig dat ze nog dezelfde dag samen met haar moeder naar de bibliotheek gaat om vijftien kinderboeken over astronomie te halen. Vanaf dat moment wist ze dat ze later astronoom wilde worden.
Na haar middelbare school ging Issaoun in Montreal studeren, waar ze in 2015 aan de McGill-universiteit een Bachelor of Science behaalde in de natuurkunde. Vervolgens haalde ze in 2017 een Master of Science in astrofysica aan de Radboud Universiteit in Nijmegen, waar ze in 2021 promoveert met haar proefschrift Lifting the veil on black holes: high-resolution imaging of black hole inner accretion flows. Haar promotor was professor Heino Falcke, tevens de man achter het Event Horizon Telescope project.

## Event Horizon Telescope

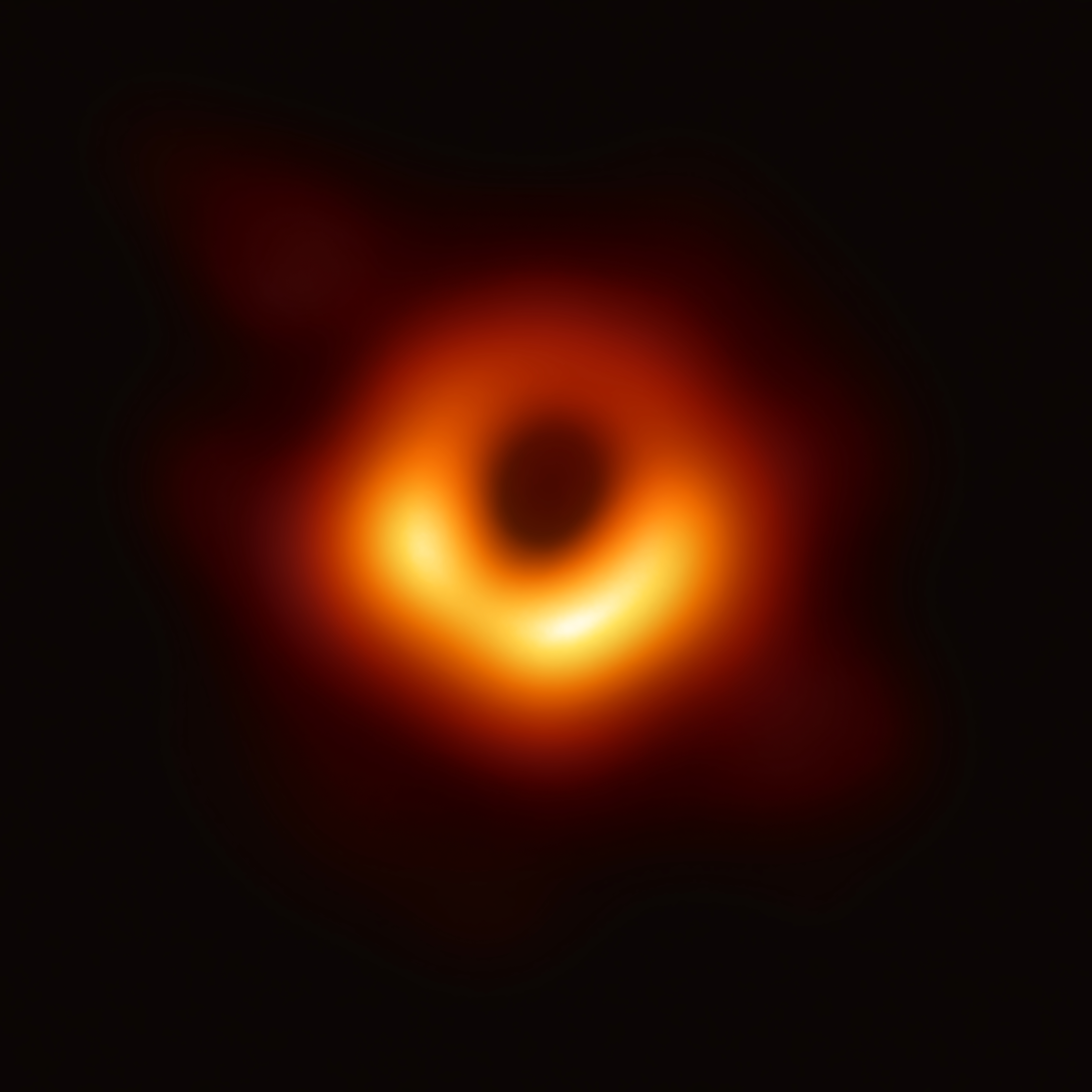
De foto van het zwarte gat in het sterrenstelsel M87. De foto is mede door het werk van Issaoun als lid van het Event Horizonteam tot stand gekomen.

In januari 2014 studeerde Sara Issaoun in Montreal. Wanneer ze in de kerstvakantie bij haar ouders in Arnhem is verzamelt ze de emailadressen van sterrenkundigen in Nederland en stuurt hen mails met de vraag of ze een onderzoeksproject hebben waarvoor ze in haar zomervakantie vrijwilligerswerk kan doen. Falcke is op dat moment bezig met de voorbereidingen voor het Event Horizon Telescope project en hij kan haar hulp wel gebruiken. Als ze in de zomer van 2014 als vrijwilliger betrokken is bij het project, besluit ze ook haar studie en promotie in astrofysica aan het Radboud in Nijmegen te voltooien. Een belangrijke doorbraak van het project volgt wanneer in 2019 door de samenwerking van een wereldwijd netwerk van radiotelescopen de foto van het zwarte gat in sterrenstelsel Messier 87 wordt gepubliceerd.

## Waardering en prijzen
- In 2019 ontvangt Sara Issaoun als waardering voor haar promotieonderzoek het Christine Mohrmann stipendium van de Radboud universiteit.[1][7]
- Als lid van het team achter het Event Horizon Telescope project krijgt ze in 2020 zowel de Breakthrough Prize in Fundamental Physics als de Albert Einsteinmedaille.[1]
- In 2021 krijgt ze voor verder onderzoek naar zwarte gaten via het Smithsonian Astrophysical Observatory een Einstein fellowship bij het NASA Hubble Fellowship Program van het Space Telescope Science Institute.[1][3]
- Ook in 2021 wint ze de eerste prijs van het Nederlandse For Women in Science-programma van Unesco en L'Oréal.[1][8]
- In oktober 2022 ontving Sara Issaoun uit handen van minister van Onderwijs, Cultuur en Wetenschap Robbert Dijkgraaf de Christiaan Huygensprijs.[1][9][10]